# Реки Красноярского края
Красноярский край является наиболее обеспеченным водными ресурсами регионом России. В частности, речная сеть региона насчитывает примерно 204 тысячи рек и речек. Ежегодные ресурсы речного стока составляют в среднем 740 км³ или 18 % от общего показателя страны. Густая и полноводная речная сеть относится к бассейну Северного Ледовитого океана, главным образом Карского море (исключениями выступают Хатанга и Попигай, впадающие в море Лаптевых). Многие реки характеризуются обилием перекатов и порогов, крупнейшие из них — Стрелковский порог на Ангаре, Казачинский порог на Енисее, Вельминские, Паноликский, Мирюгинский пороги на Подкаменной Тунгуске. Тип питания большинства рек снеговой и частично дождевой (~60—80 %), в меньшей степени — подземный (также называемый грунтовым; 10—20 %, в горных областях до 30—40 %). В северных районах края уменьшается доля грунтового питания из-за сплошной многолетней мерзлоты. 
Енисей — самая крупная река Красноярского края. Его длина — 3487 километров. В него впадают около 500 рек общей протяжённостью свыше 300 тысяч километров. Также это наиболее многоводная река России, сбрасывающая в Карское море почти 623 км³ воды каждый год. Другими заметными реками являются Амыл, Ангара, Бирюса, Казыр, Кан, Кемь, Кеть, Кизир, Мана, Нижняя Тунгуска, Подкаменная Тунгуска, Пясина, Таймыра, Туба, Хатанга, Чулым и другие. Из около 204 тысячи рек, насчитывающихся в регионе, в бассейне Енисея протекают 115 257; 29 747 — в бассейне Пясины; 36 931 — на полуострове Таймыр или в бассейнах иных рек, впадающих в Карское море; приблизительно 13 500 — в бассейне Ангары; 3064 — в бассейнах больших озёр, около 4830 — в бассейне Чулыма. Примерно 187 тысяч из них (~92 %) относятся к разряду малых (то есть имеют длину менее 10 километров). 3590 протягиваются на более чем 25 километров (их суммарная протяжённость — 238 048 километров). Семь имеют длину свыше 1000 километров.
Характеристики русел варьируются в зависимости от их размеров. На малых реках ширина колеблется в пределах 1—50 метров, глубина в межень на перекатах — 0,3—1 метр, на плёсах — 1—3 метра. На средних ширина — 50—200 метров, глубина от 1—2 до 3—8 метров. На больших ширина изменяется от 150—300 метров до 0,5—3 километров, глубина — от 1,5—3 до 5—15 метров и более. В меньшей мере скорости течения зависят от размеров рек. Общий диапазон наибольших скоростей в период летней межени — 0,5—5(6) м/с, причём верхние пределы этой величины относятся к порожистым участкам. Преобладающую долю занимают реки лесные и горно-таёжные реки со свойственными для них глубокой зимней меженью, высоким уровнем весеннего половодья, относительно частыми дождевыми подъёмами, прерывающими летне-осеннюю межень.
Зимняя межень обычно длится с декабря по март—апрель, весеннее половодье — с апреля—мая по июнь—июль, летне-осенняя межень — с июля по октябрь. За весенне-летний период проходит 65—85 % годового объёма стока, за время летне-осенней и зимней меженей — 15—35 %. Весенние подъёмы вод на ручьях не превышают 0,3—1 метра, на малых реках достигают 1—2 метров, на средних — 2—5 метров, на больших — 5—10 метров, на очень больших (Енисей, Нижняя Тунгуска, Подкаменная Тунгуска) — 10—30 метров. Летом вода в реках прогревается до 8—24°C в северных районах и до 14—28°C в южных. Замерзание наблюдается в период с середины октября до декабря. Вскрытие — с середины апреля по начало июня. На северных реках ледостав продолжается 180—260 суток, на южных — 140—190 суток. Наибольшая толщина льда — 60—190 и 55—160 сантиметров соответственно. После возведения плотины Красноярской ГЭС на расстоянии более 100 километров от Красноярска вниз по течению Енисей не замерзает.
Реки Красноярского края располагают обширными запасами дешёвой гидроэнергии: работают Богучанская ГЭС, Красноярская ГЭС, Усть-Хантайская ГЭС, Курейская ГЭС, Енашиминская ГЭС. 
Велико значение рек как транспортных артерий. Около 25 из них (в том числе Большой Пит, Енисей, Нижняя Тунгуска, Подкаменная Тунгуска, Пясина, Туба и другие) используются для регулярного и нерегулярного судоходства с общей протяжённостью водных путей свыше 9500 километров. Они связывают север края с его столицей городом Красноярском — промышленным и транспортным центром Средней Сибири. Реки выступают в качестве связующего звена между Транссибирской магистралью и Северным морским путём. На более чем 30 реках (Бирюса, Дубчес, Мана, Сым, Тасеева, Уда и другие) осуществляется лесосплав с общей протяжённостью сплавных участков около 6500 километров. Более 50 рек являются источниками для орошения земель и сельскохозяйственного водоснабжения.
Водится 25 видов промысловых рыб (налим, нельма, осётр, сельдь, сиг, стерлядь, таймень, хариус, щука и другие). Обитают ондатры, водоплавающая дичь. На Нижнем Енисее и его притоках осуществляется организованный рыбный и охотничий промыслы.
По Енисею на теплоходах осуществляются туристические рейсы. На большом количестве рек (Вельмо, Енисей, Казырсуг, Кантегир, Кебеж, Кизир, Кызыр, Мана, Оя, Подкаменная Тунгуска, Тея, Уда, Ус, Чуня и другие) выполняются туристические прогулки на лодках. На берегах рек и вблизи промышленных центров обустроены рекреационные зоны.

## Список крупнейших рек
| Фото | Название             | Длина, км | Площадь водосбора, км² | Средний годовой расход, м³/с | Средний годовой объём стока, км³ |
| ---- | -------------------- | --------- | ---------------------- | ---------------------------- | -------------------------------- |
|      | Енисей               | 3487      | 2 580 000              | 18 600,0                     | 591,00                           |
|      | Ангара               | 1799      | 1 039 000              | 4390,0                       | 138,00                           |
|      | Нижняя Тунгуска      | 2989      | 473 000                | 3680,0                       | 116,00                           |
|      | Хатанга              | 227       | 364 000                | 3320,0                       | 105,00                           |
|      | Пясина               | 818       | 182 000                | 2600,0                       | 82,00                            |
|      | Подкаменная Тунгуска | 1865      | 240 000                | 1750,0                       | 55,00                            |
|      | Кан                  | 629       | 36 900                 | 286,0                        | 8,92                             |
|      | Мана                 | 475       | 9320                   | 98,5                         | 3,11                             |
|      | Туба                 | 119       | 36 900                 | 771,0                        | 24,50                            |
|      | Оя                   | 254       | 5300                   | 632,0                        | 1,99                             |
|      | Сыда                 | 207       | 4450                   | 283,0                        | 0,89                             |
|      | Сым                  | 699       | 31 600                 | 244,0                        | 7,70                             |
|      | Большой Пит          | 415       | 21 700                 | 238,0                        | 7,51                             |
|      | Курейка              | 888       | 44 700                 | 724,0                        | 22,80                            |